# Денис Лоу
Денис Лоу (на английски: Denis Law) е бивш шотландски футболист, играл като нападател от 50-те до 70-те години. Роден е през 1940 г. Носител на Златната топка през 1964.

## Кариера
Започва своята кариера в Хъдърсфийлд през 1956. След 4 години Манчестър Сити го закупува за рекордната сума от £55 000. Играе там 1 сезон и после Торино го купува за £110 000, което е рекорден трансфер между английски и италиански отбор. Въпреки че играе добре, на Лоу му е трудно в Италия и подписва договор с Манчестър Юнайтед през 1962 г., този път за рекордните £115 000.
На Олд Трафорд прекарва 11 години от състезателната си кариера, като отбелязва 236 гола в 409 срещи. Феновете го наричат Краля и Лоумен. Носител на КЕШ през 1968. Шампион на страната през 1965 и 1967. Печели Купата на ФА през 1963. Напуска Юнайтед през 1973 и играе един сезон в Манчестър Сити, а след това играе на световното през 1974 с отбора на Шотландия. Играе 55 мача в националния отбор в периода 1958-1974 и отбелязва 30 гола. Единственият футболист, който има толкова голове за шотландския национален отбор, е Кени Далглиш, който обаче е изиграл 102 мача с националната фланелка.